# Internetadresse
Termen internetadresse har flere betydninger:
1. Domænenavn, fx www.it.edu
2. URL, fx http://www.it-c.dk/courses/GP/E2000/ Arkiveret 9. oktober 2004 hos  Wayback Machine
3. IP-adresse, fx 130.225.40.253
4. E-mailadresse, fx vonsystofte@ku.life.dk

Når misforståelse er mulig, bør man benytte en af de angivne mere specifikke termer, og betydning (4) bør normalt undgås.
Eksempler på brug:
- [Betydning 1:] Aalborg Universitet skifter internetadresse fra www.auc.dk til www.aau.dk. [Ingeniøren]
- [Betydning 2:] Alle websider har en adresse på nettet, som bevirker, at du kan finde en bestemt webside. En internetadresse hedder også en URL (Uniform Resource Locator). [Aalborg Universitetsbibliotek]
- [Betydning 3:] En IP-adresse er en unik adresse til adressering af udstyr i Internettet. En internetadresse består af 4 bytes eller 32 bit. [SITC, en del af UNI-C]
- [Betydning 4:] Internetadresse: HAAN@ft.dk [Folketinget]
- De kender det sikkert. Følelsen når man klikker sig ind på en internetadresse blot for at konstatere, at der ikke sker en disse. [Jyllandsposten, 7. juni 1999]